# Плахти (Поморське воєводство)
Плахти (пол. Płachty) — село в Польщі, у гміні Лінево Косьцерського повіту Поморського воєводства.
Населення — 93 особи (2011).
У 1975-1998 роках село належало до Гданського воєводства.

## Демографія
Демографічна структура станом на 31 березня 2011 року:
|          | Загалом | Допрацездатний вік | Працездатний вік | Постпрацездатний вік |
| -------- | ------- | ------------------ | ---------------- | -------------------- |
| Чоловіки | 54      | 14                 | 37               | 3                    |
| Жінки    | 39      | 10                 | 20               | 9                    |
| Разом    | 93      | 24                 | 57               | 12                   |